# Pomnik Mikołaja Kopernika we Frankfurcie nad Odrą
Pomnik Mikołaja Kopernika we Frankfurcie nad Odrą – pomnik Mikołaja Kopernika na zachodnim krańcu Bischofspromenade we Frankfurcie nad Odrą.

## Opis
Pomnik ten jest naturalnych rozmiarów i przedstawia sylwetkę wybitnego astronoma w pozycji siedzącej, trzymającego w prawej ręce model Układu Słonecznego.